# Be'lal
Be`lal is een van de dertien verzakers, of -zoals zij zich noemen- uitverkorenen, uit de boekencyclus Rad des Tijds van Robert Jordan.
In de Eeuw der Legenden was Be`lal beter bekend als Duram Laddel Cham. Cham was een bekwaam advocaat die mensen in gerechtshoven vertegenwoordigde. De reden dat Cham naar de Duistere overliep zijn onbekend. Wel is bekend dat hij de naam Be`lal kreeg en dat hij een meester was in manipulatie. Daarnaast is bekend dat Be`lal een uiterst bekwaam veldheer was en dat bij tot de groep behoorde die de Zaal der Dienaren met de grond gelijkmaakte.
Be'lal werd door Lews Therin en zijn 100 gezellen gekerkerd in de Bres. Nadat Be`lal zich wist te ontworstelen aan de zegels die hem gekerkerd hielden, zocht hij zich zorgvuldig een weg door de adel van Tyr. Hij heerste als Hoogheer Samon over het land Tyr, totdat hij door Moiraine met Lotsvuur in de Steen van Tyr gedood werd.